# Alexandre Bigot (céramiste)
Pour les articles homonymes, voir Alexandre Bigot et Bigot.
Alexandre Bigot, né le 5 novembre 1862 à Mer et mort le 11 avril 1927 à Paris, est un céramiste français spécialiste des céramiques architecturales, représentatif de l'Art nouveau.

## Biographie

### Formation et découverte de la céramique
Après des études au collège Augustin-Thierry de Blois, Alexandre Bigot se forme d'abord aux sciences, avant d'exceller dans les arts. C'est ainsi qu'il obtient une licence de physique en 1884. Il est également docteur en chimie et s'intéresse très tôt à créer des émaux semblables à des gemmes naturelles. Après un bref passage dans l’atelier de Paul Beyer (1873-1945) en Suisse, et ayant pris conscience des limites que lui imposait son activité en laboratoire à Paris, Bigot installe son premier four en 1889 à Aunay, sa ville natale (de nos jours Aulnay), devenu depuis un quartier de Mer,. En cette année 1889, il est marqué comme de nombreux artistes de sa génération par les céramiques orientales qu'il découvre à l'Exposition universelle de 1889. Parmi ces artistes on trouve Jean Carriès, qui tout comme lui possède son propre atelier et fait des recherches sur la céramique,. Les deux artistes entretiennent une correspondance au sujet de leurs recherches respectives touchant la céramique et Bigot manifeste un vif intérêt pour les recherches de Carriès,. Ses compétences en chimie font de Bigot un conseiller pour les sculpteurs Chapelet et Carriès ainsi qu'un collaborateur du chimiste Henry Le Chatelier. Pour le côté pratique (tournage et moulage), il bénéficie des conseils de Raphaël Tessier (1860-1937).

### Carrière

#### Bigot artisan céramiste
En 1894, il expose pour la première fois ses créations au Salon de la société nationale des beaux-arts. Il s'agit de grès de forme simple ornés d'émaux mats aux tonalités jaunes, vertes, brunes avec souvent un effet de cristallisation. En 1895, il participe à l'exposition inaugurale de la Maison de l'Art nouveau, qui allait donner son nom au mouvement.

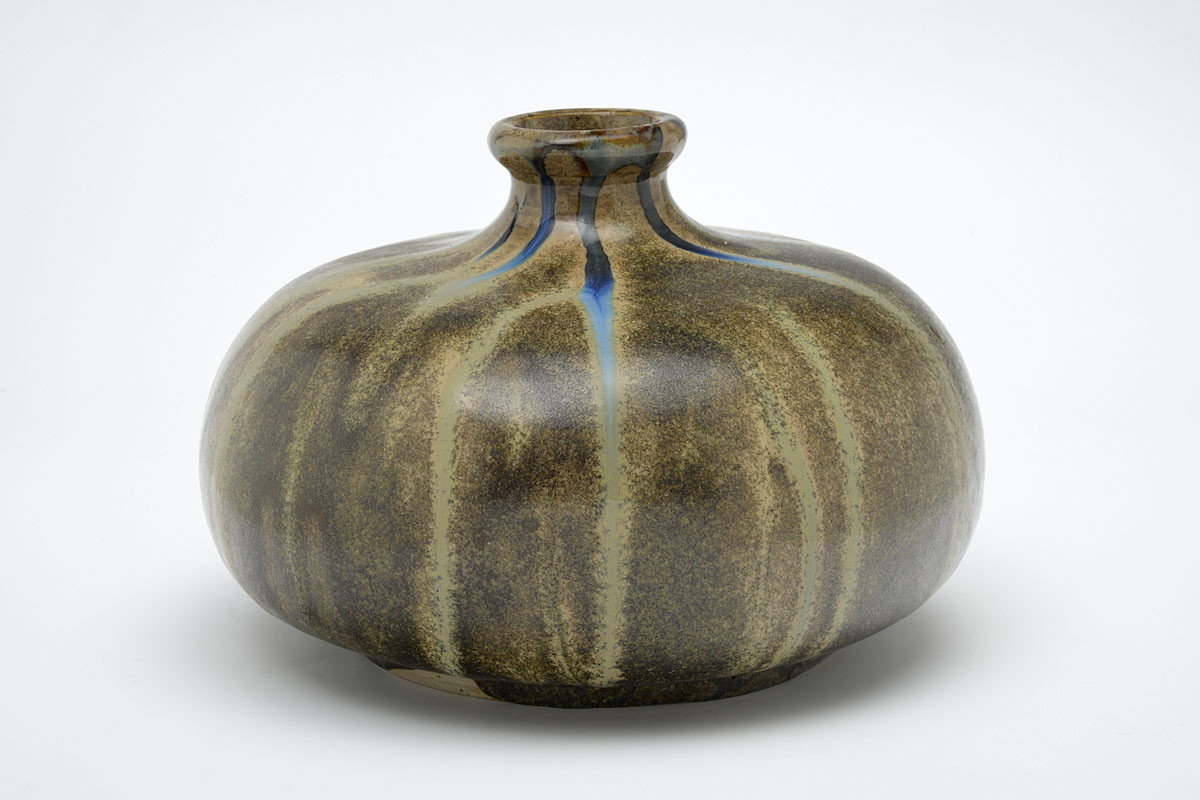
Alexandre Bigot, Vase boule, 1895, grès, acquis par S. Bing en 1896, Hambourg, Musée des Arts et Métiers.
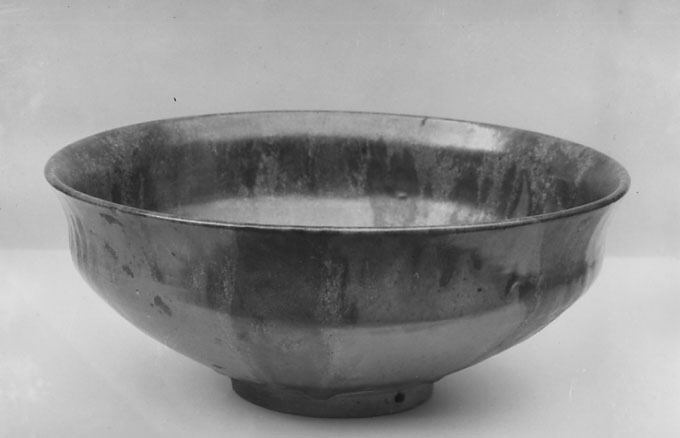
Alexandre Bigot, Bol, 1895, grès, New York, Met.
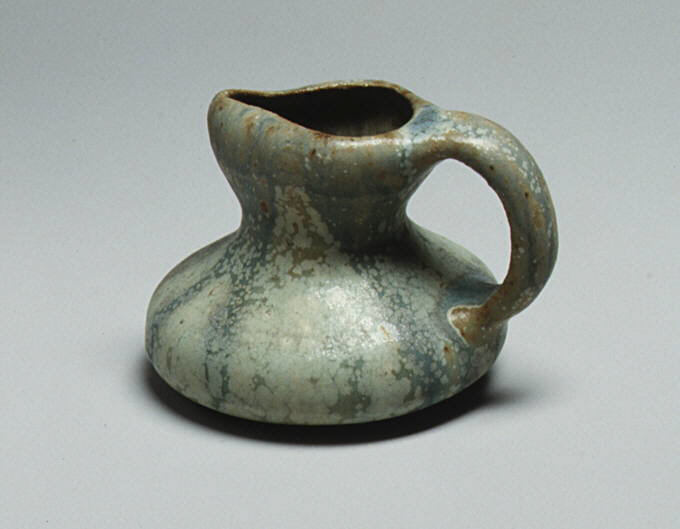
Alexandre Bigot, Pichet, c. 1895, grès, New York, Met.
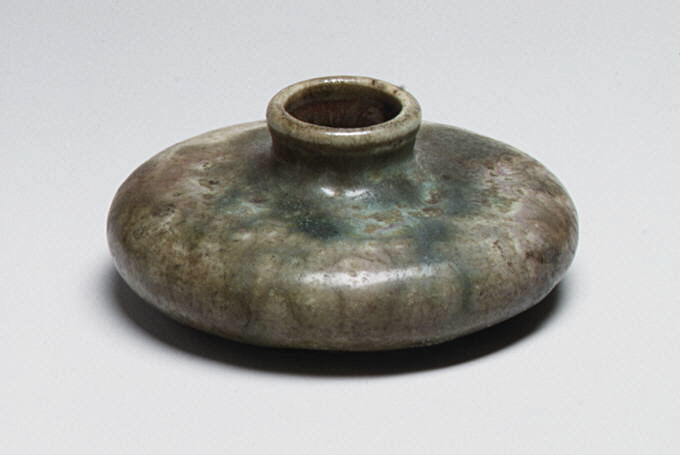
Alexandre Bigot, Vase, c. 1897, grès, New York, Met.
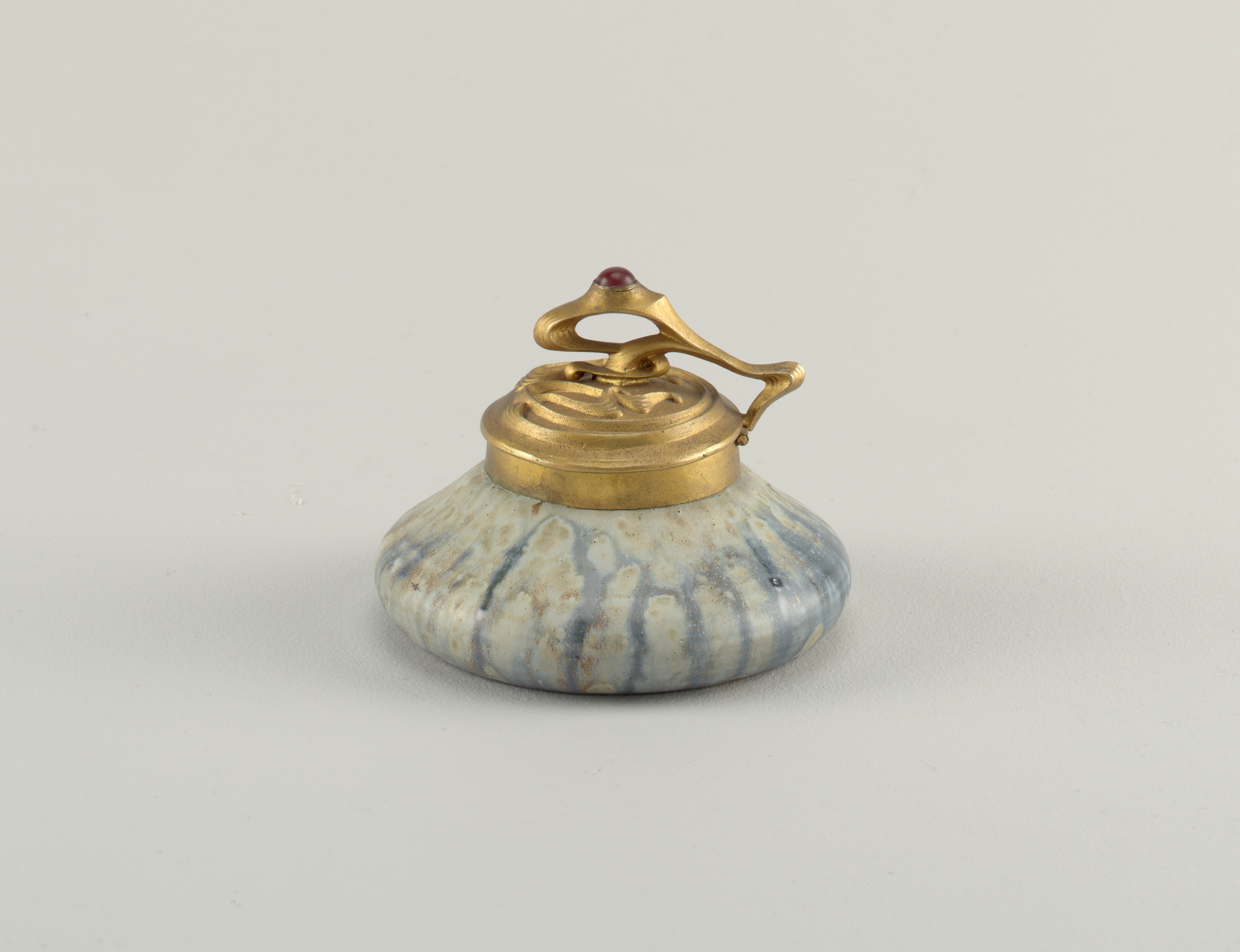
Alexandre Bigot, Encrier, c. 1900, grès, bronze doré, verre, New York, Cooper–Hewitt, Smithsonian Design Museum.

#### Création deA. Bigot et Cie.

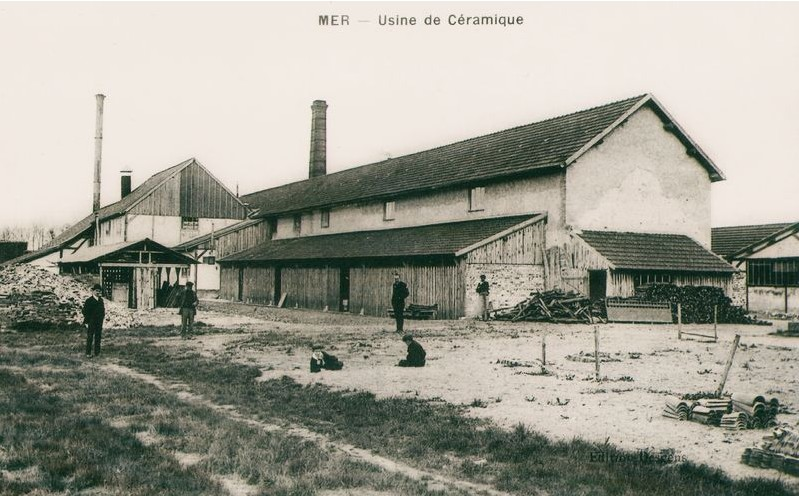
Usines Bigot à Mer, vers 1910.

L'année 1897 marque un tournant. La céramique architecturale est alors en plein essor et Bigot saisit l'occasion pour fonder son entreprise, la A. Bigot et Cie,. Cette entreprise qui employa jusqu'à 150 ouvriers et compta 10 fours industriels produit de nombreux bibelots, vases et vaisselles qu'elle expose dans son magasin transféré de la rue d’Assas à la rue des Petites-Écuries,.

Il devient alors le principal acteur de la céramique architecturale avec Émile Muller, et se voue dès 1898 à l'intégration de céramique aux façades de ciment armé,. Ce débouché architectural s'explique par l'implication de A. Bigot et Cie dans l'Union Syndicale des architectes mais également par un assouplissement des règles d'urbanisme depuis 1882 qui favorise l'apparition de saillies, avec notamment les oriels qui rompent l'uniformité des façades.

#### Bigot et l'avant-garde architecturale
La collaboration avec Guimard marque le point de départ de l'heure de gloire de la céramique en architecture. En effet elle avait été jusque là cantonnée aux établissements thermaux et aux restaurants. Mais en 1898, le Castel Béranger de Guimard s'impose comme le manifeste de l'Art nouveau en architecture et les grès flammés sont confiés à Bigot qui orne la façade de détails pittoresques et tapisse le hall d'entrée de panneaux pittoresques destinés à retranscrire l'atmosphère d'une grotte. Le matériau devient alors emblématique de la nouvelle esthétique Art nouveau avant de décliner vers 1912.
Henri Sauvage demande à Alexandre Bigot de réaliser l'ensemble des grès flammés de la Villa Majorelle à Nancy. Il réalise les carreaux décoratifs des différentes façades, les deux limons de la terrasse, les mitres des cheminées, ainsi que la cheminée du salon.

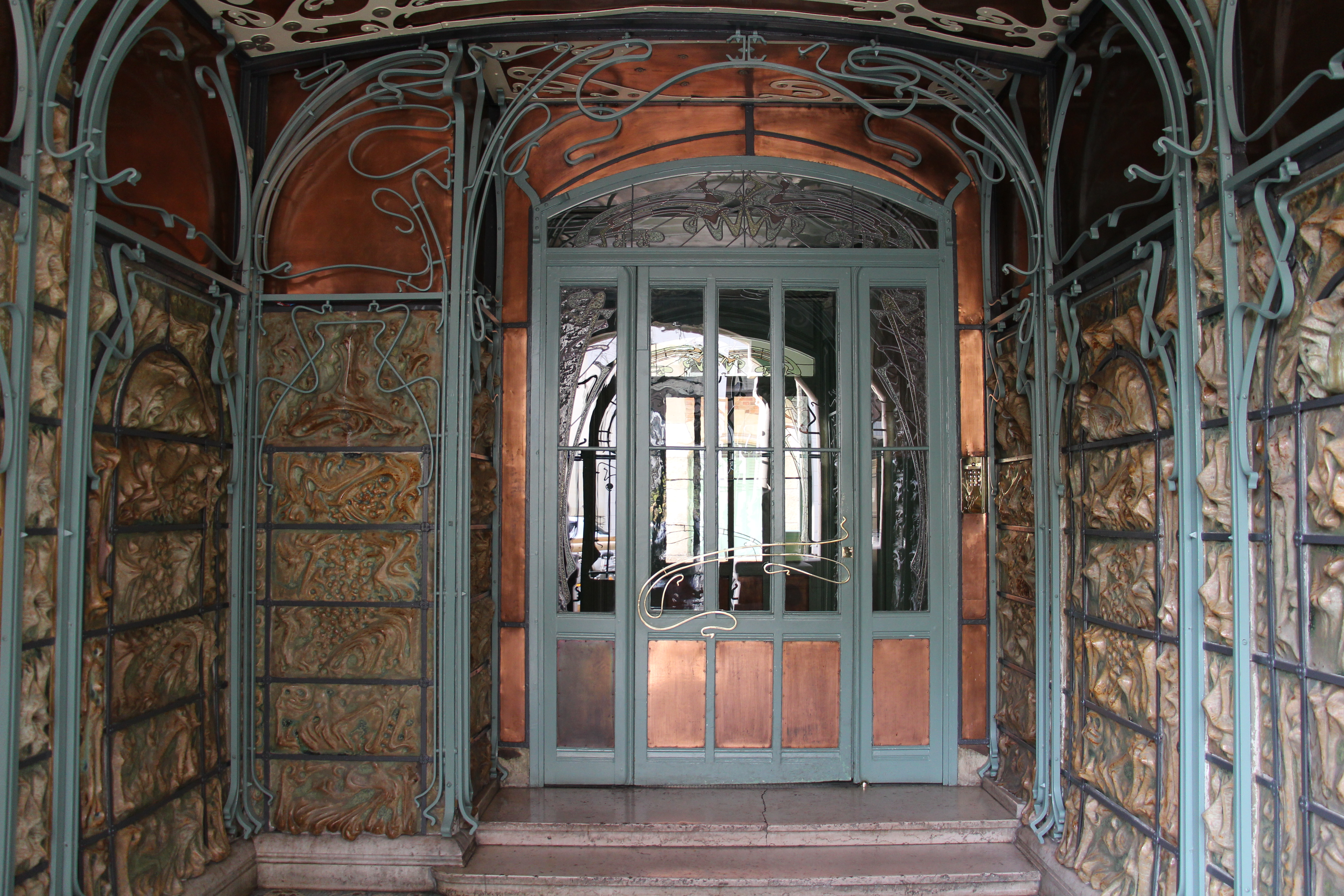
Alexandre Bigot et Hector Guimard, Hall d'entrée du Castel Béranger, 1898, Paris, France.
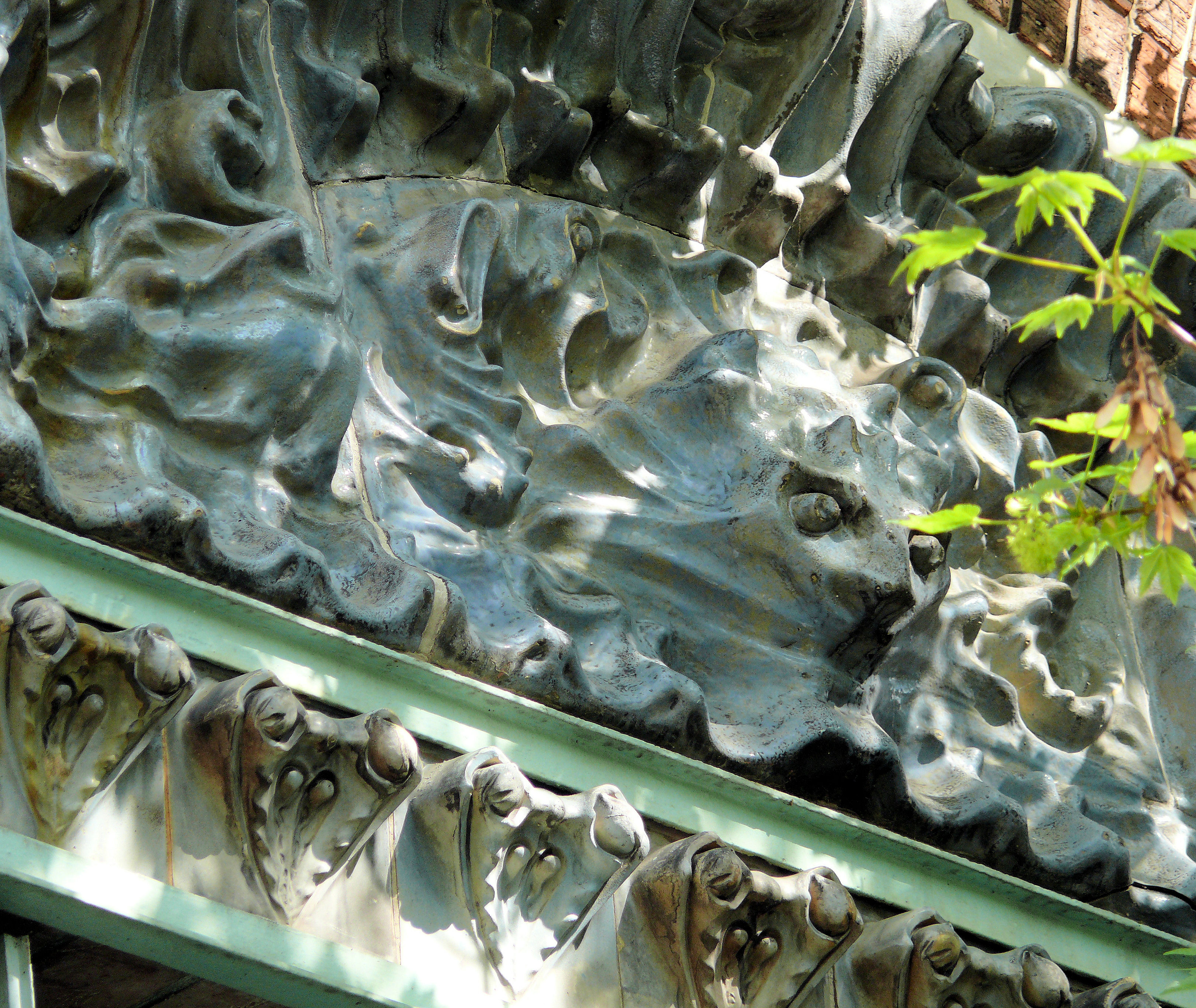
Castel Béranger, détail façade
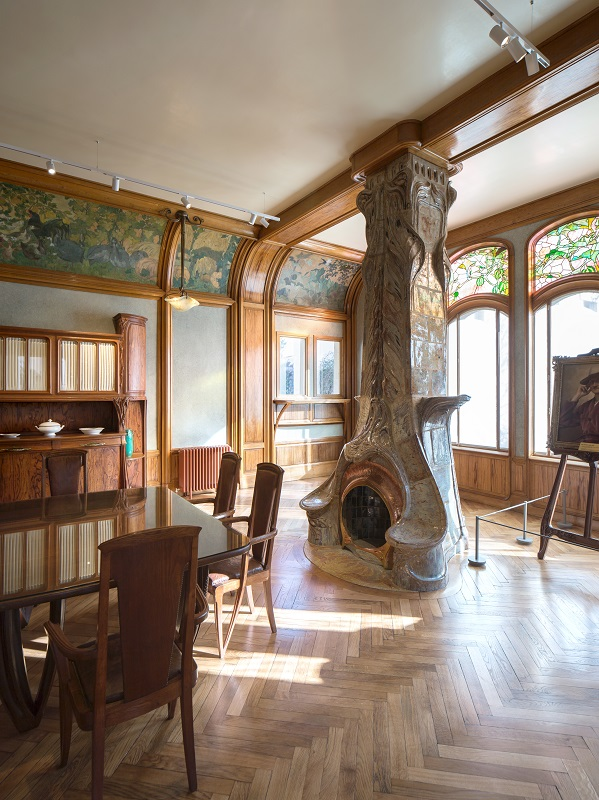
Villa Majorelle, Salle à manger avec la cheminée d'Alexandre Bigot.
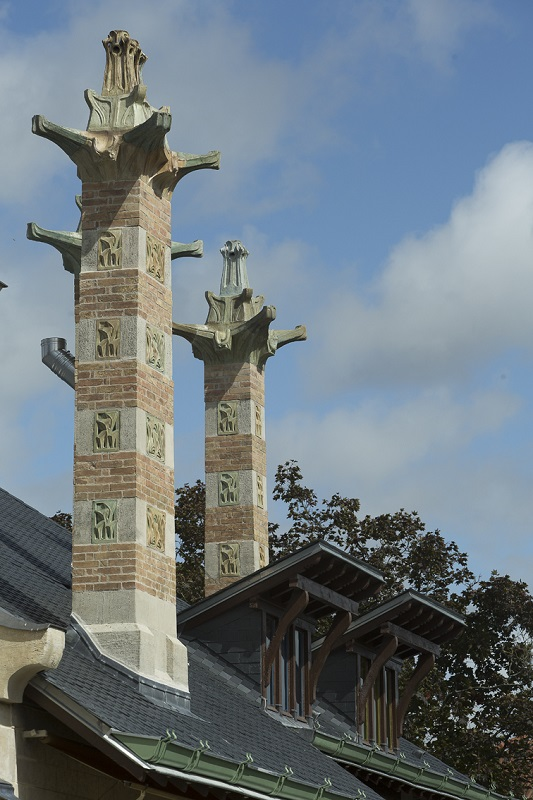
Villa Majorelle, mitres des cheminées.
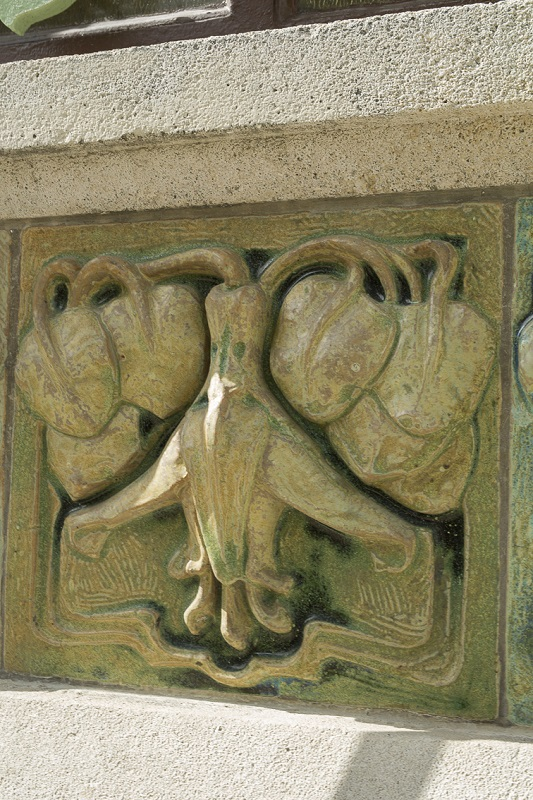
Villa Majorelle, carreau en façade
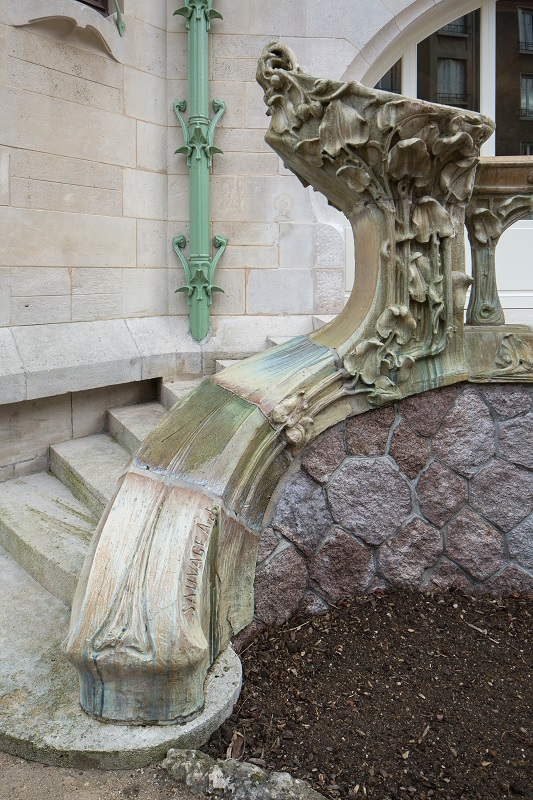
Villa Majorelle, limon de la terrasse
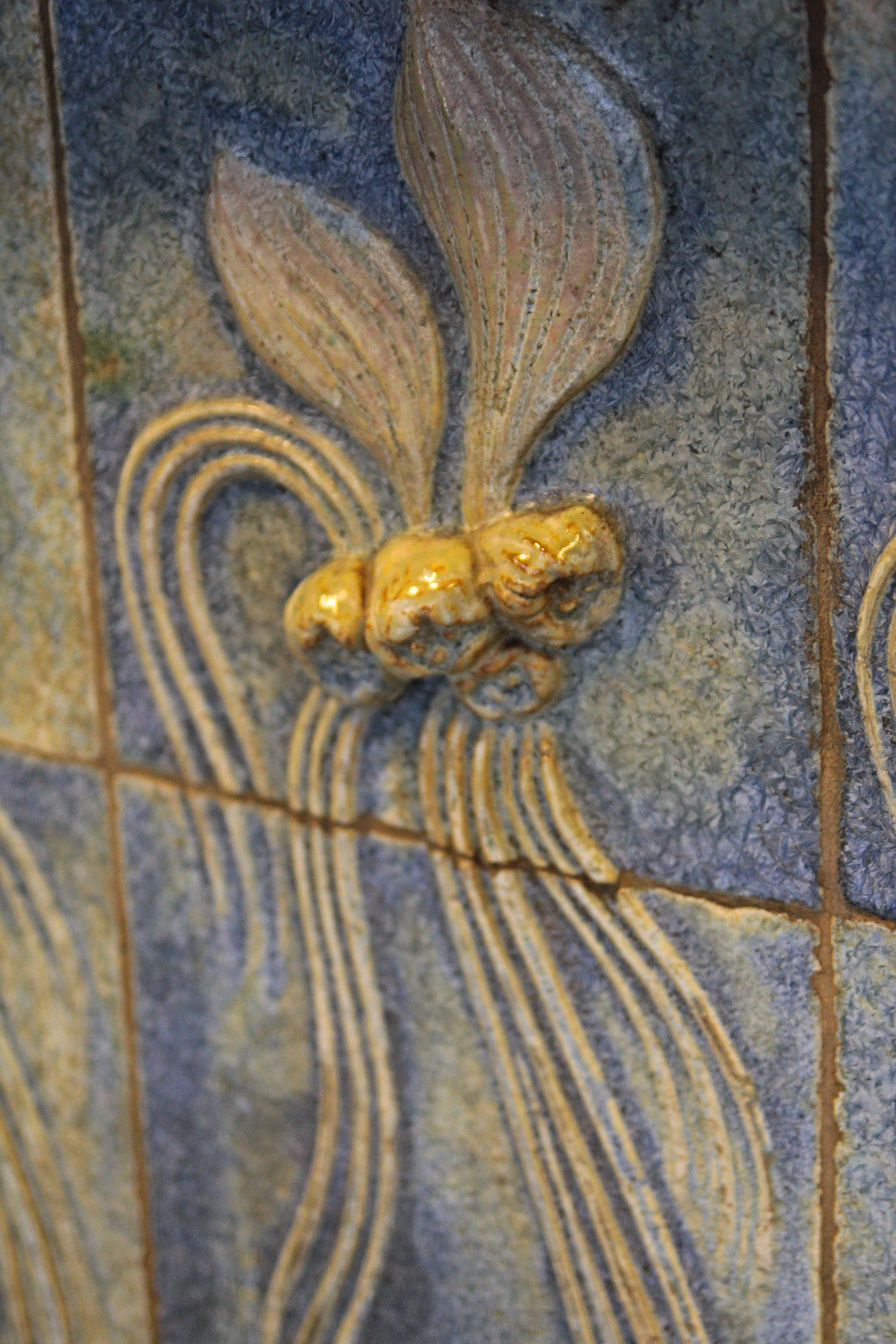
Villa Majorelle, détail d'une tuile sur la terrasse

##### Exposition universelle de 1900
Son travail est récompensé par un grand prix à l'Exposition universelle de 1900 alors qu'il collabore avec Paul Jouve et René Binet pour la porte principale des Champs-Élysées, porte d'entrée de l'Exposition universelle,. L'ensemble des ailes encadrant le grand arc de cette porte d'entrée dessinée par Binet est orné de deux frises superposées, exécutées en grès polychrome : celle du haut représente le triomphe du travail par le sculpteur Émile Muller sur un modèle d’Anatole Guillot ; celle du bas est composée d'une suite d'animaux de style assyrien, par Paul Jouve et Alexandre Bigot.

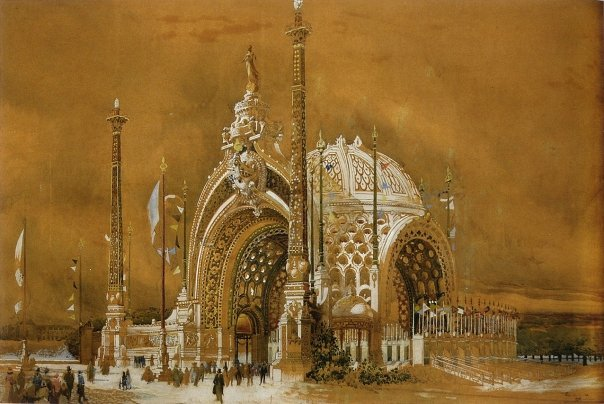
René Binet, Projet pour la Porte monumentale de l’Exposition universelle de 1900, 1898, Sens, musée municipal.
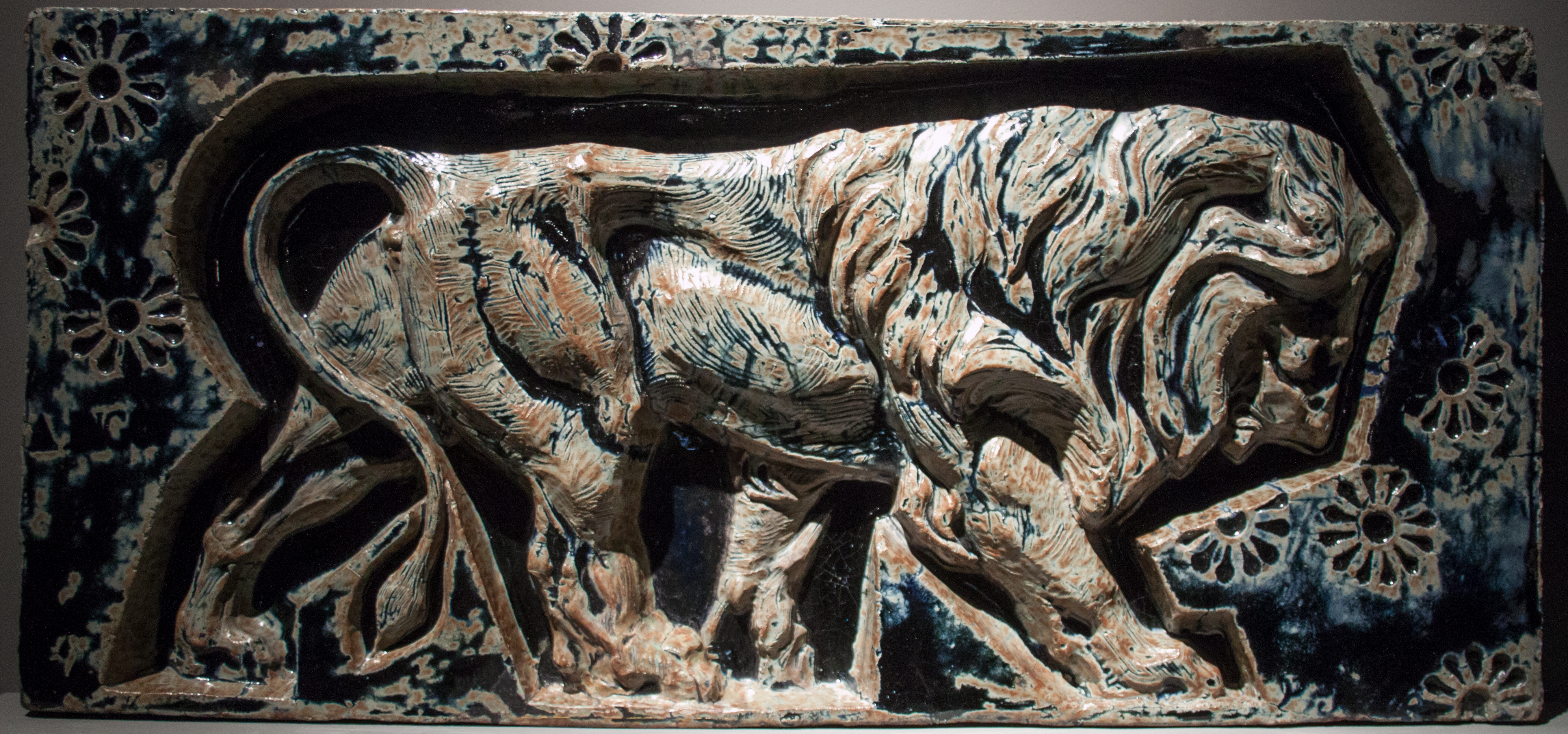
Paul Jouve et Alexandre Bigot, Lion (pièce de la frise de la porte monumentale de l'Exposition universelle), 1900, Budapest, Musée hongrois des arts décoratifs.
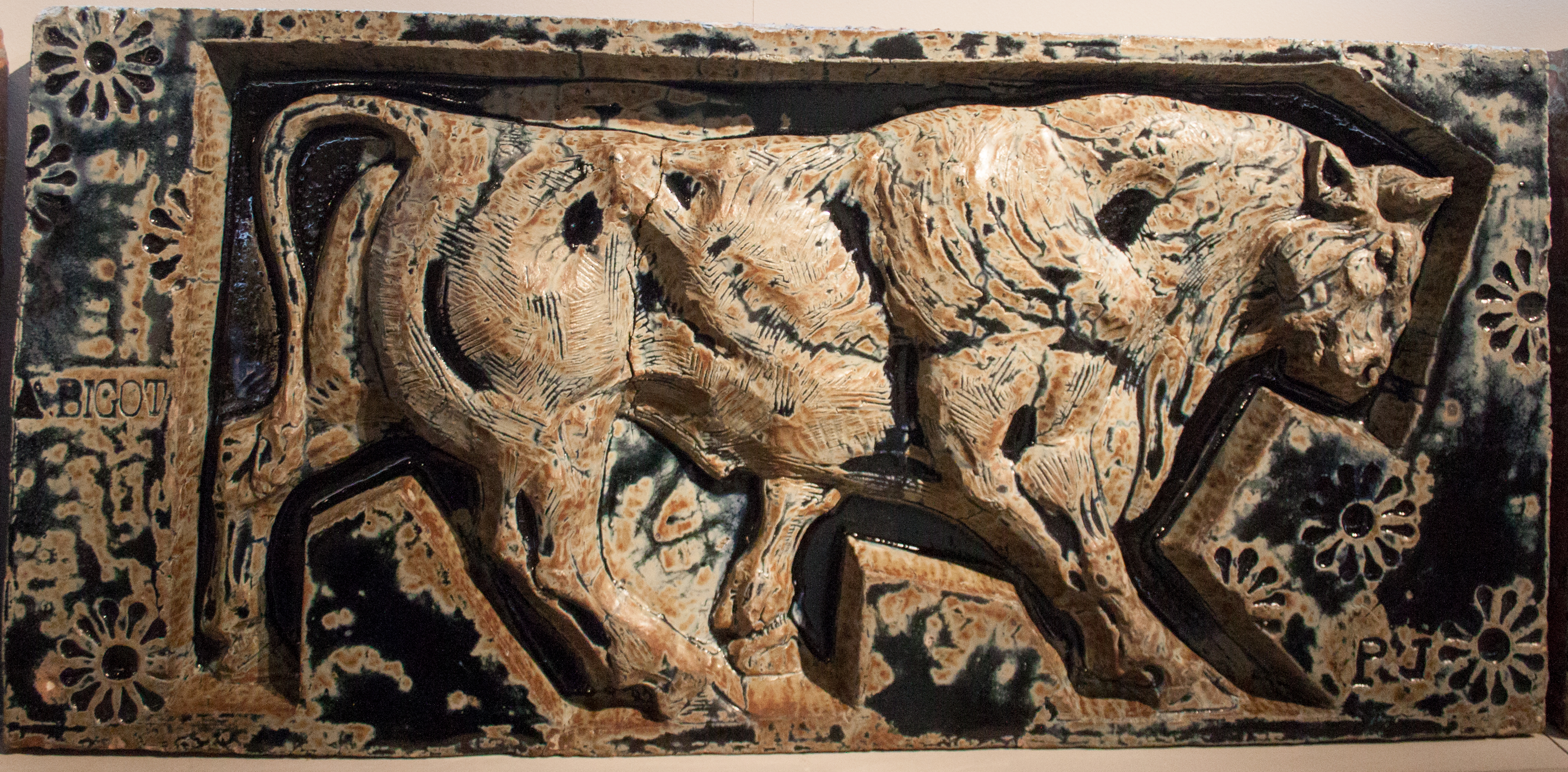
Paul Jouve et Alexandre Bigot, Taureau (pièce de la frise de la porte monumentale de l'Exposition universelle), 1900, Budapest, Musée hongrois des arts décoratifs.
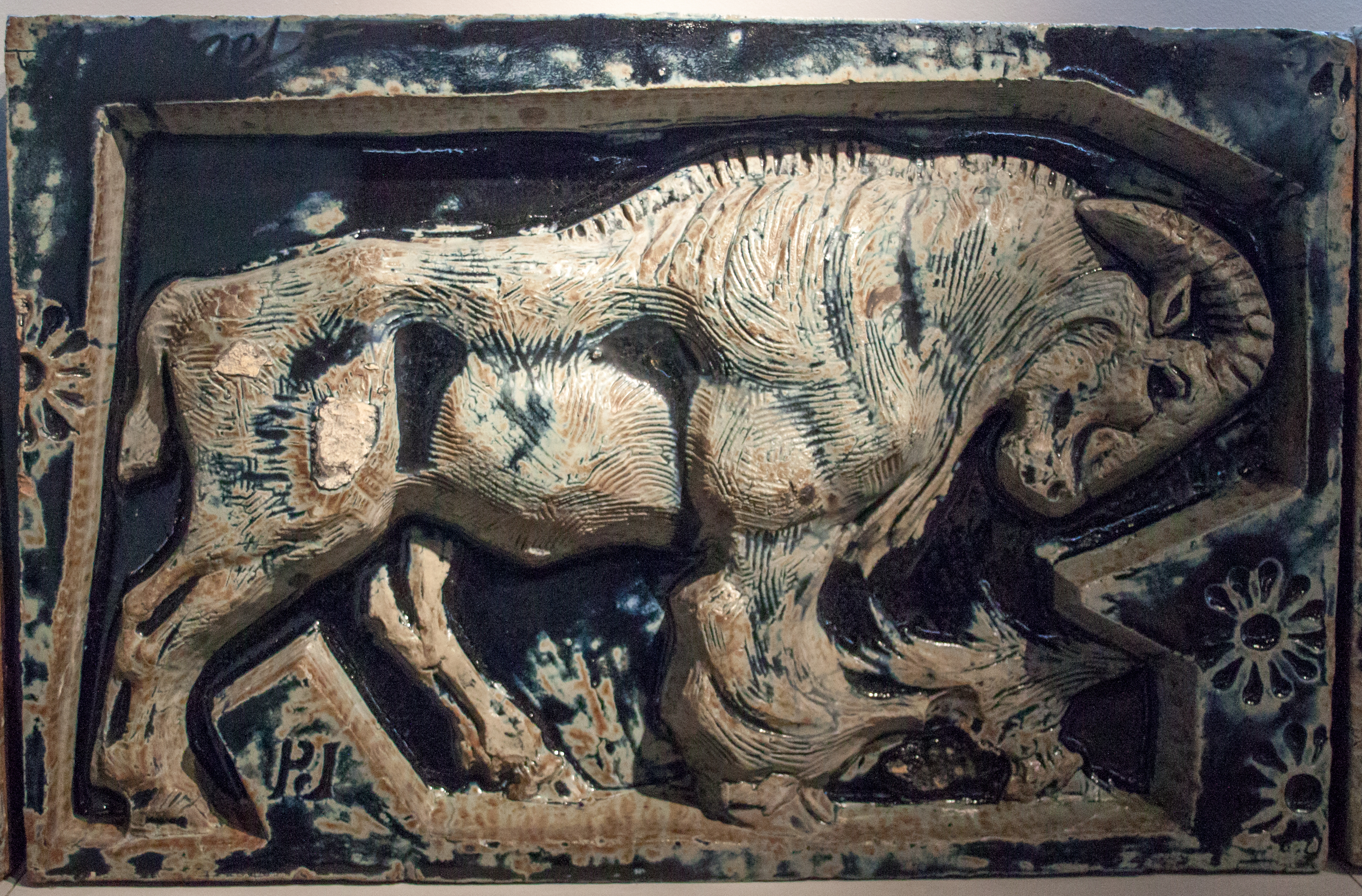
Paul Jouve et Alexandre Bigot, Bélier (pièce de la frise de la porte monumentale de l'Exposition universelle), 1900, Budapest, Musée hongrois des arts décoratifs.
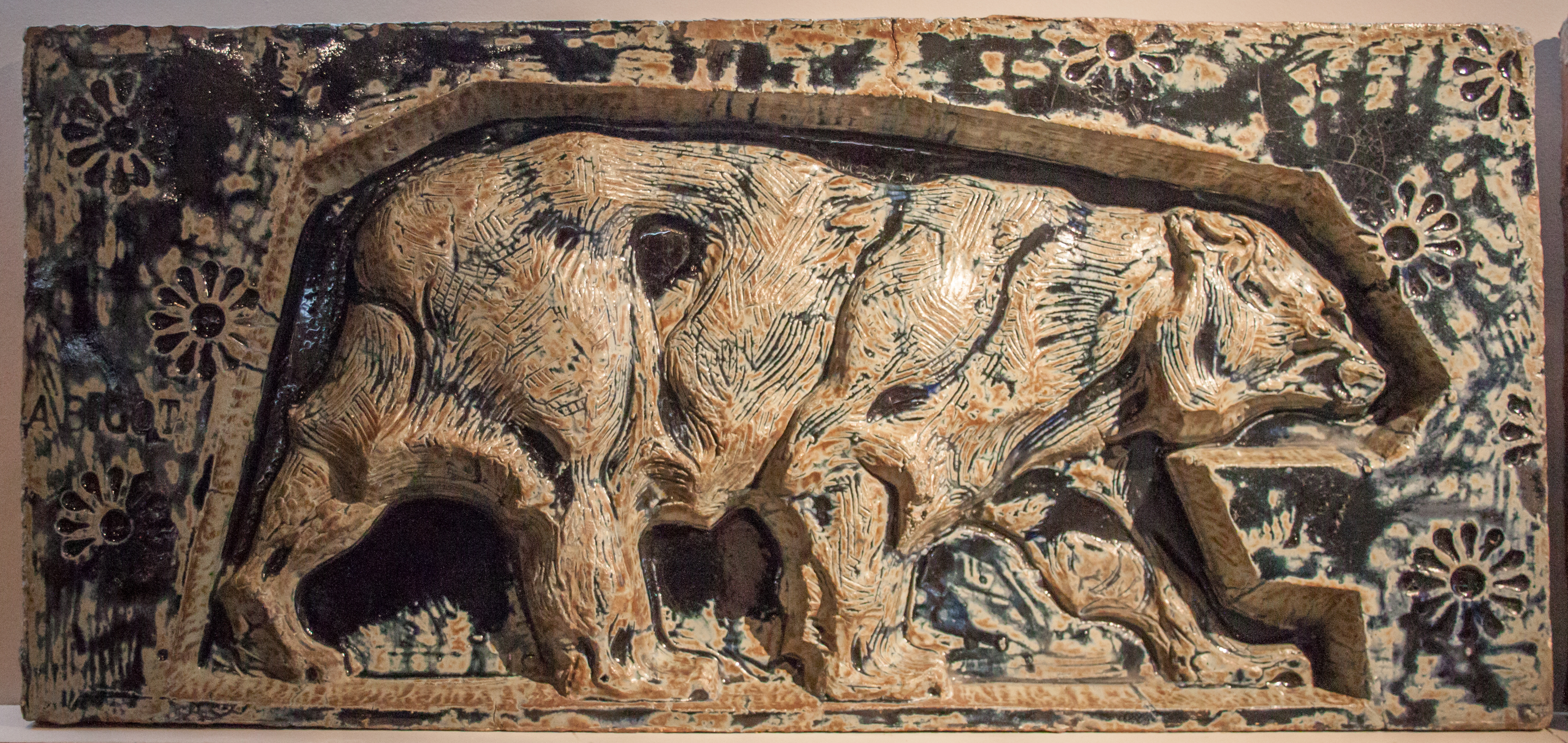
Paul Jouve et Alexandre Bigot, Ours (pièce de la frise de la porte monumentale de l'Exposition universelle), 1900, Budapest, Musée hongrois des arts décoratifs.

##### Collaboration avecJules Lavirotte
Début 1900, les commandes s'enchaînent pour Bigot quand celui-ci trouve un architecte auquel associer son talent : Jules Lavirotte. Lavirotte est un architecte Art nouveau qui ose l'éclectisme avec un goût prononcé pour la hardiesse ornementale qui était en son temps aussi célèbre que Guimard. Bigot travaille tout d'abord sur le 12 rue Sédillot pour lequel sa participation est encore assez discrète (quelques balustres en grès). Il travaille ensuite sur le 3 square Rapp, édifice pour lequel Lavirotte se libère en offrant un édifice à l'éclectisme bien moins contenu que sur l'édifice précédent. C'est ainsi qu'il réalise ces étonnants linteaux à têtes suspendues ou encore cette décoration de rampe d'escalier figurant une naïade enfant.
Le 29 avenue Rapp, construit en 1901, est véritablement la construction qui met à l'honneur les talents de Bigot et de Lavirotte. À l'époque où se développe le béton, on cherche un matériau de substitution à la pierre de taille comme parement car la pierre de taille est onéreuse. Le comble de la modernité en Angleterre et aux États-Unis, c'est d'utiliser le grès comme parement, mais l'idée tarde à faire son chemin en France. Le premier à expérimenter cela en France est François Hennebique (l'inventeur du système Hennebique) pour le siège de son entreprise en 1898. De fait, lorsque le 29 avenue Rapp est construit, l'utilisation du grès comme parement est encore une nouveauté. Cette construction est le fruit de l'association de Lavirotte, Bigot et Cottancin, inventeur d'un procédé de construction en béton armé utilisant des ossatures très fines. L'édifice est expérimental et il a probablement été financé par les trois hommes qui voyaient en lui une sorte de vitrine de leurs talents respectifs. L'objectif de Bigot sur cet édifice est de démontrer que le grès peut remplacer la maçonnerie. Il a pour cela recours à une ossature entièrement en béton armé. L'astuce réside dans des pièces creuses lestées de ciment et traversées de fils de fer pour garantir la solidité de l'ensemble. Ainsi tout l'édifice est recouvert de plaques de grès dont la coupe imite les appareillages traditionnels en pierre. Souhaitant montrer ses talents d'artisan, Bigot édite la tête de femme surmontant le portail d'entrée sans créer de moule, en faisant directement cuire au four l'œuvre originale de Jean-Baptiste Larrivé. Ce bâtiment fait office de manifeste et il est imité dans les années suivantes, il assoit définitivement la réputation de Bigot qui croule sous les commandes,.
Le même trio (Bigot, Lavirotte et Cottancin) se reforme en 1903 pour le 34 avenue de Wagram. Cet édifice, appelé Ceramic hotel est lui aussi intégralement recouvert de grès. Les sculptures sont réalisées par Camille Alaphilippe. Ce bâtiment a reçu la récompense du concours des façades de Paris en 1905. Le jury du concours déclara :

« Le principal intérêt de cette maison est dans l’emploi de la brique et de la faïence    émaillée qui revêt la construction depuis son soubassement jusqu’à son sommet. L’architecte expose aux yeux des passants un ensemble dont la couleur est harmonieuse mais dont l’ossature moins agréable, semble faite pour défier la plus libre esthétique. Le jury en récompensant l’auteur de la façade, s’est à coup sûr placé du point de vue de la liberté  la plus large. Toutefois il ne faudrait pas voir dans sa décision un encouragement à  l’imitation des formes bêtes de l’architecture... La décoration en majolique peut donner matière à  d’heureux effets sans qu’il soit besoin de recourir à  des dispositions peu en rapport avec le génie de notre art français dont les plus belles productions s’appuient sur la simplicité et la saine logique. »

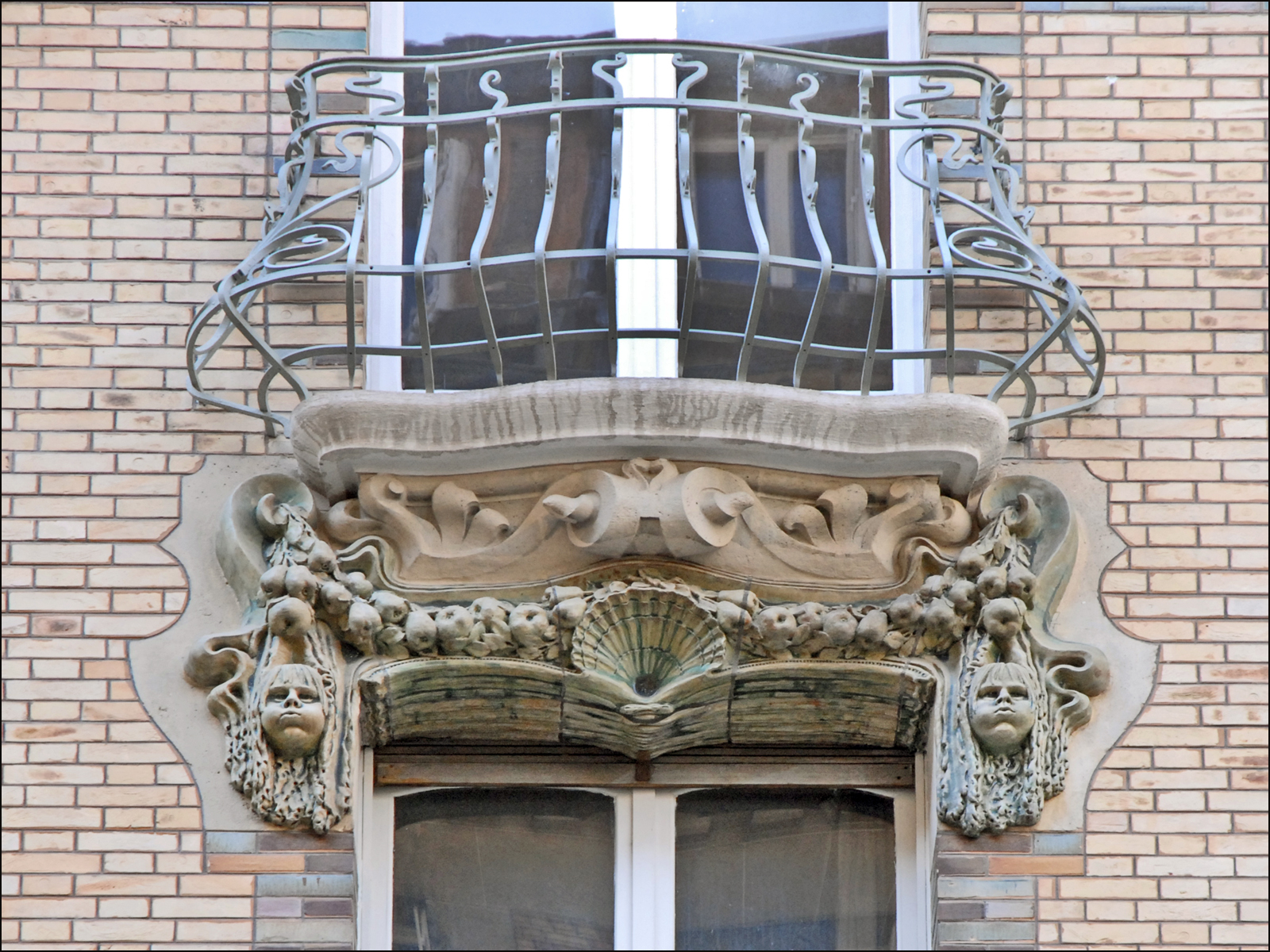
Alexandre Bigot, Linteau du 3 square Rapp, 1898-1900, Paris, 3 square Rapp.
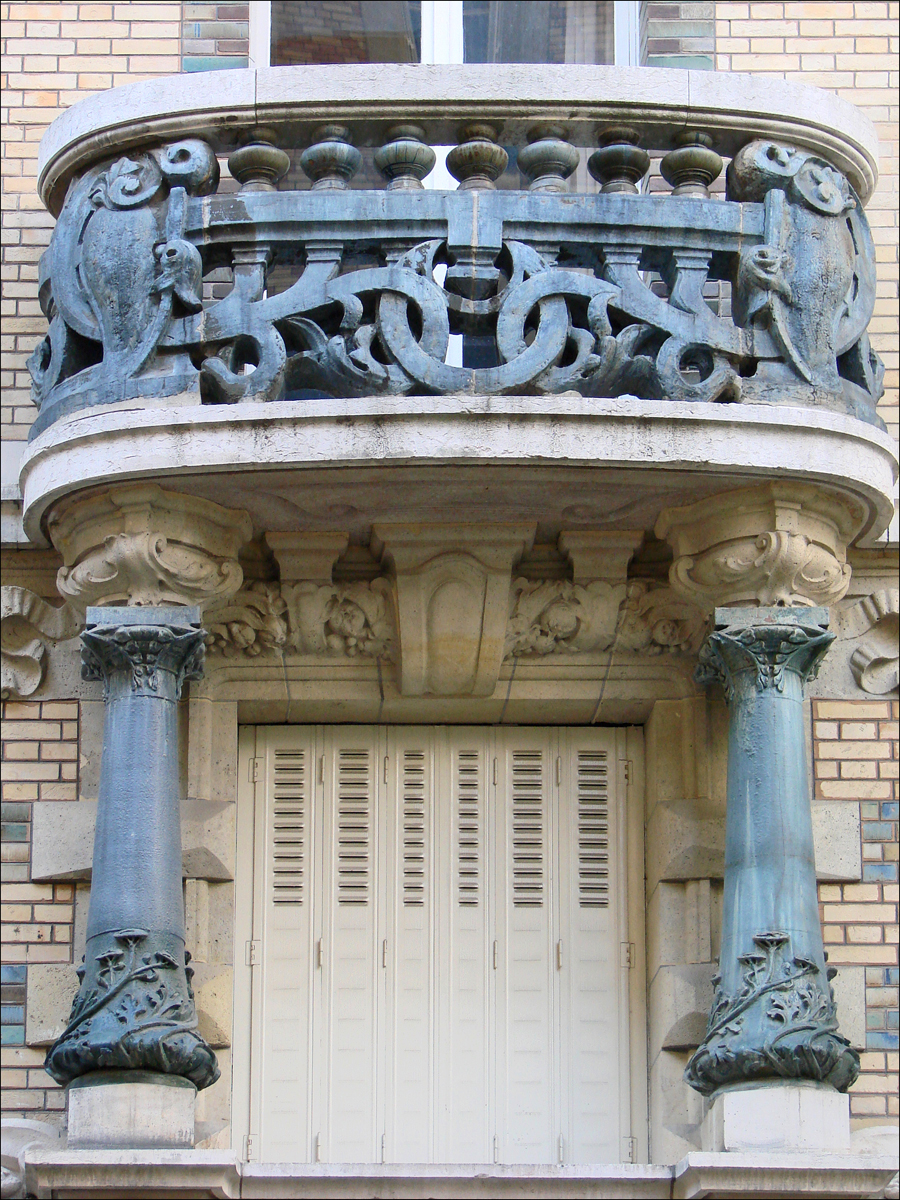
Alexandre Bigot, Colonnettes du 3 square Rapp, 1898-1900, Paris, 3 square Rapp.
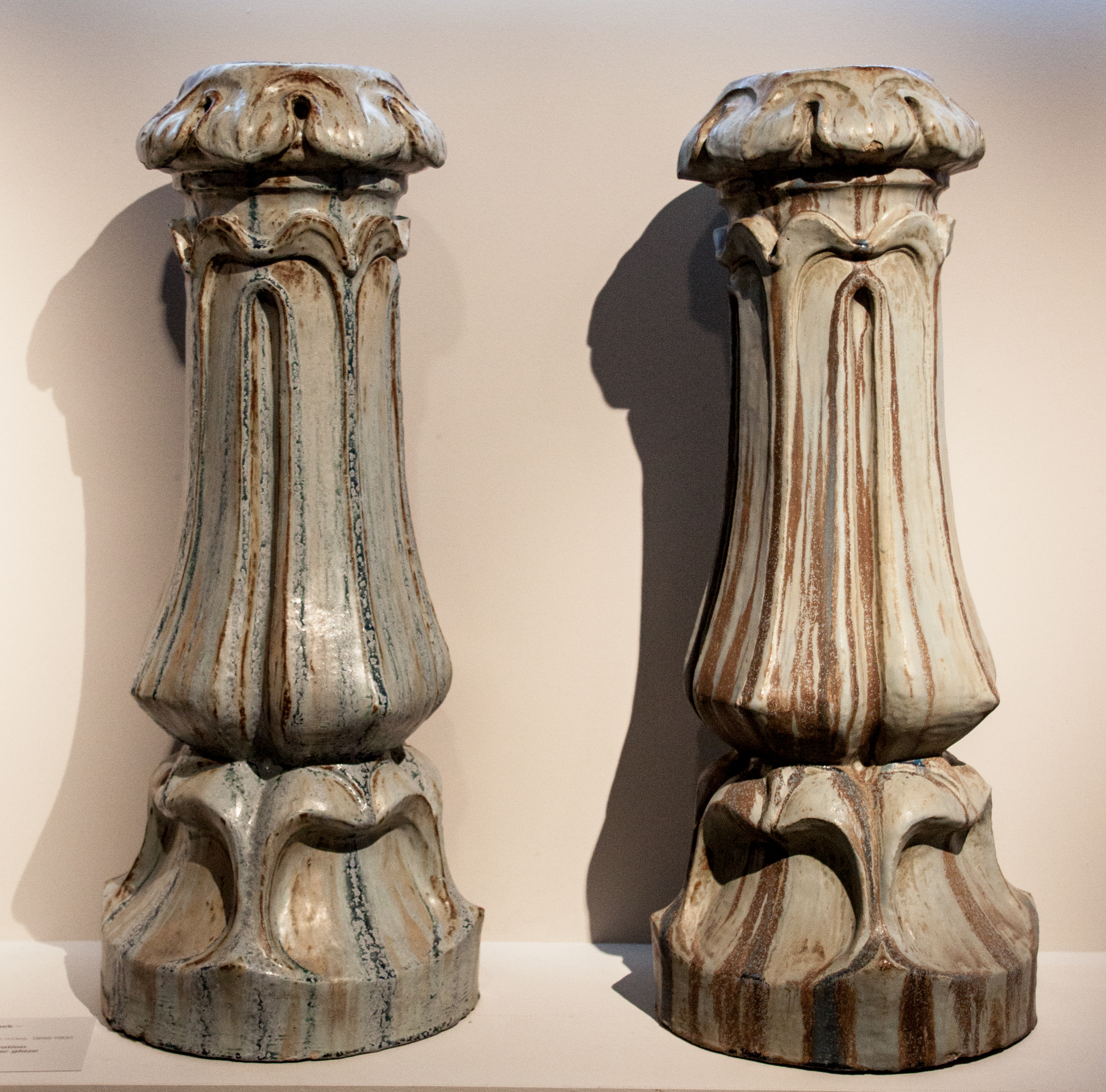
Alexandre Bigot, Colonnettes du 3 square Rapp, 1898-1900, Budapest, Musée hongrois des arts décoratifs.
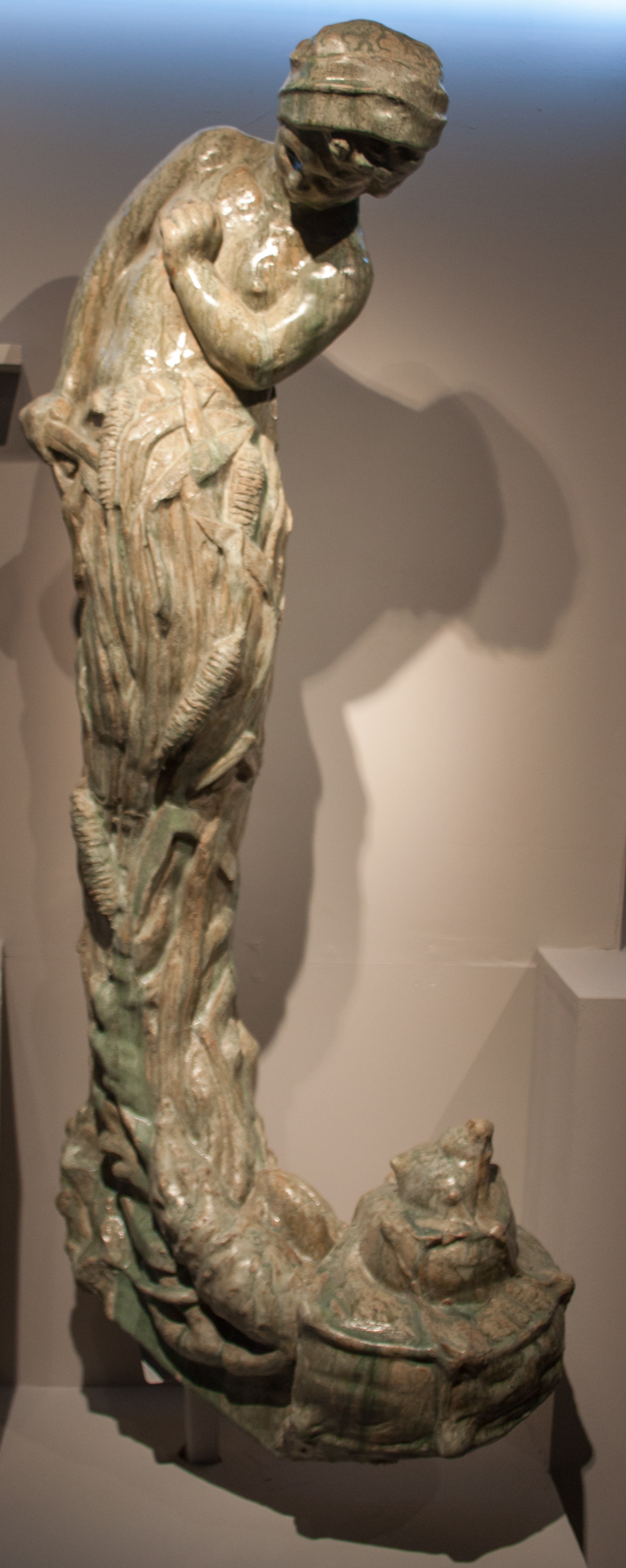
Alexandre Bigot, Décoration de rampe d'escalier du 3 square Rapp, 1898-1900, Budapest, Musée hongrois des arts décoratifs.
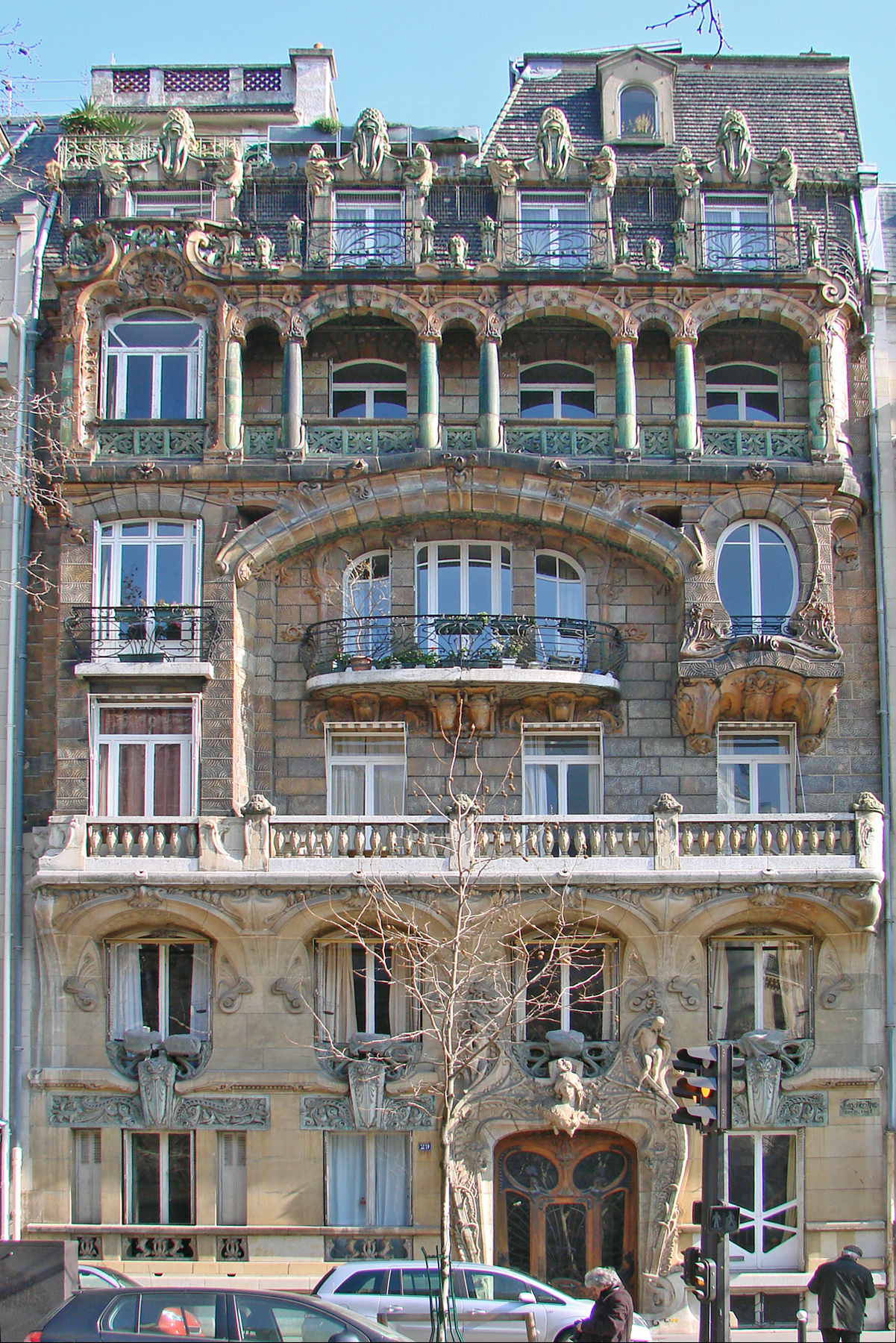
Jules Lavirotte et Paul Cottancin, 29 avenue Rapp, 1901, Paris, 29 avenue Rapp.
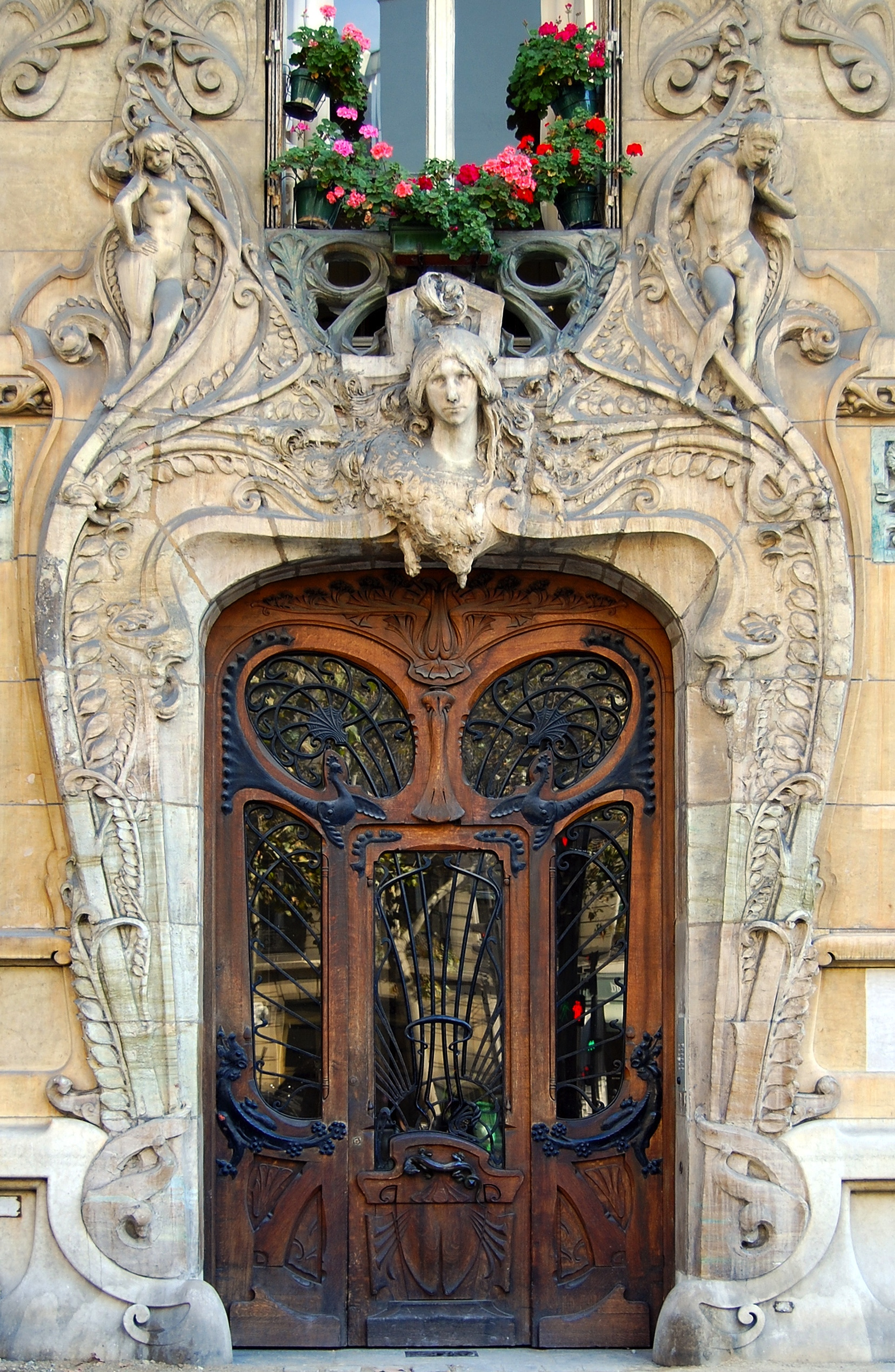
Alexandre Bigot et Jean-Baptiste Larrivé, Portail d'entrée du 29 avenue Rapp, 1901, Paris, 29 avenue Rapp.
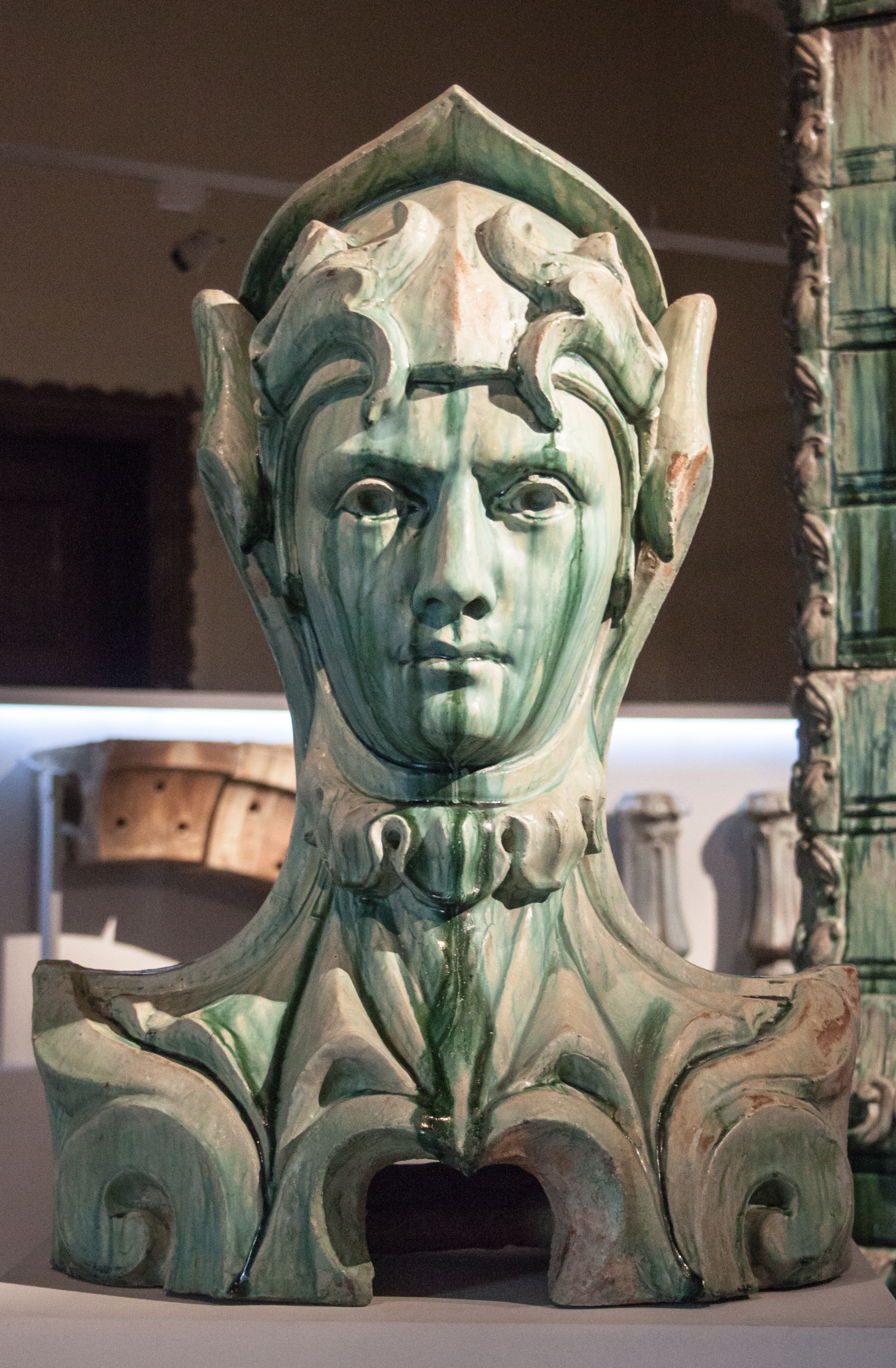
Alexandre Bigot et Jean-Baptiste Larrivé, Buste décorant les balcons du 29 avenue Rapp, 1901, Budapest, Musée hongrois des arts décoratifs.
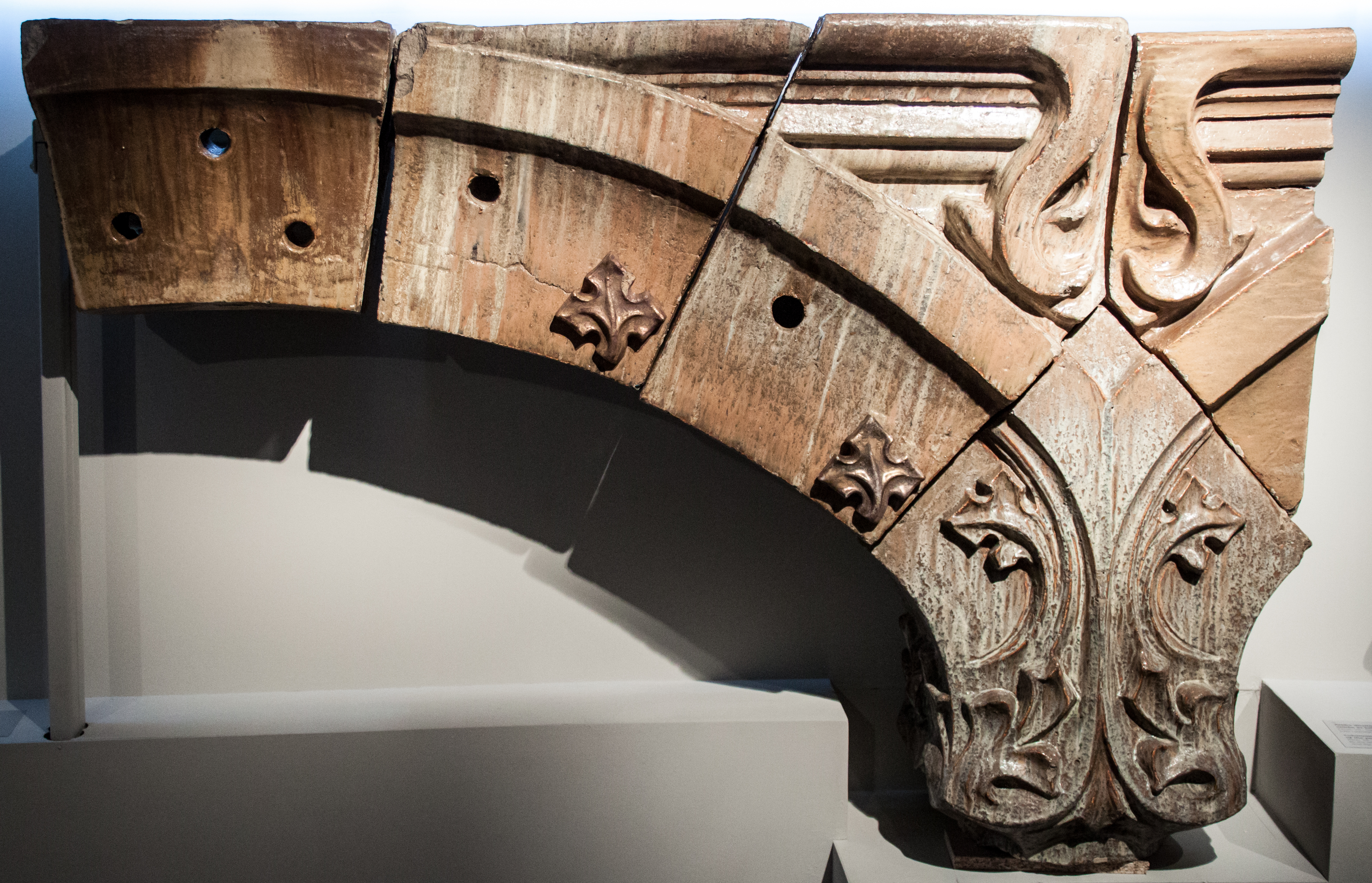
Alexandre Bigot et Jean-Baptiste Larrivé, Détail d'une arche du 29 avenue Rapp, 1901, Budapest, Musée hongrois des arts décoratifs.
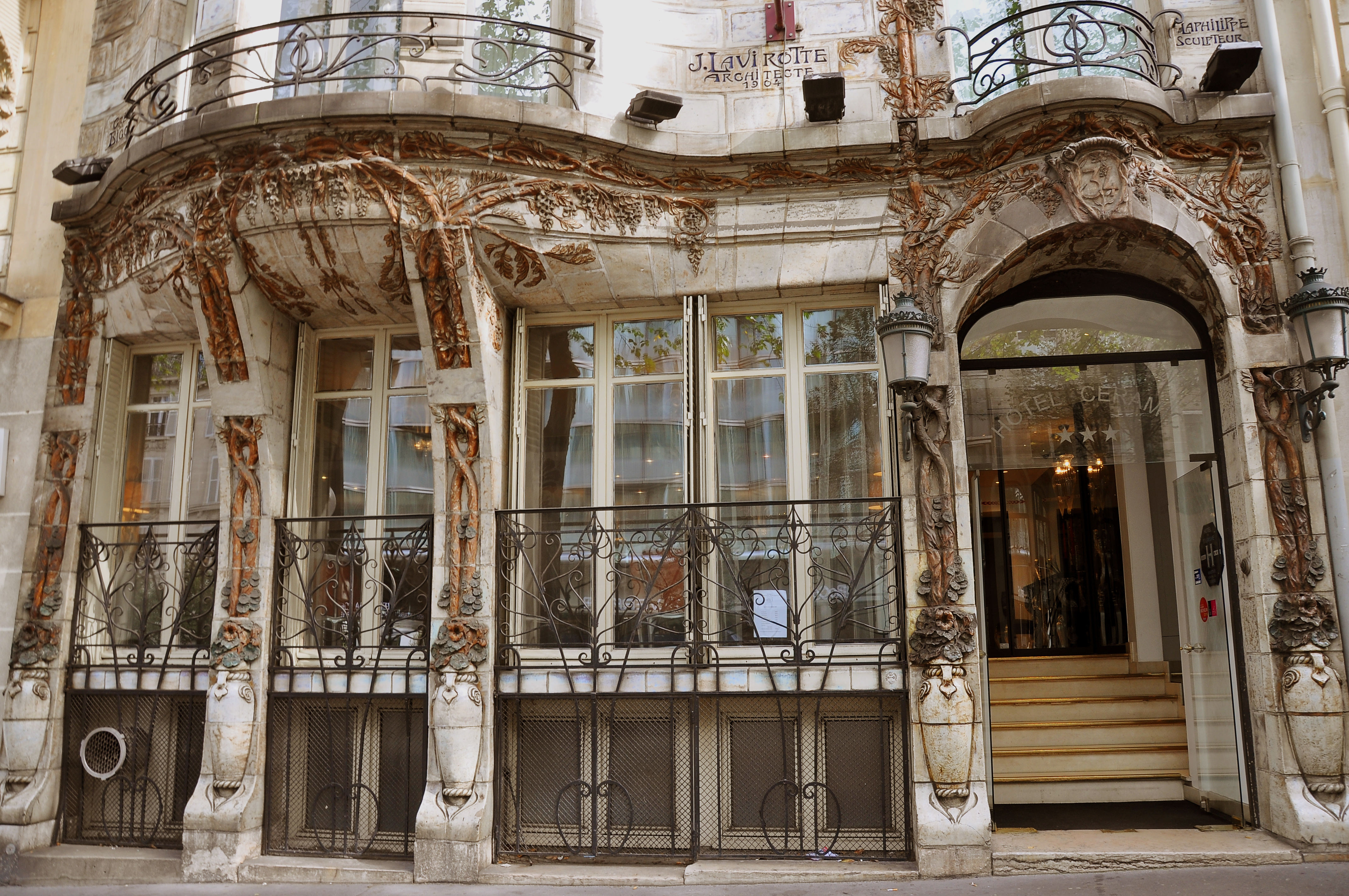
Jules Lavirotte et Alexandre Bigot, Ceramic Hotel, 1904, Paris, 34 avenue de Wagram.

Bigot abandonne la direction de Bigot et Cie à Camille Alaphilippe en 1914 pour devenir conseiller technique de l’industrie céramique,.
Pendant l'entre-deux-guerres, la trentaine d'employés de l'usine produit principalement des conduits de canalisations et de drainage.

#### Bigot et l'avant-garde sculpturale
À la fin du XIXe siècle, la sculpture est gagnée par un intérêt grandissant pour la polychromie. Le grès prend alors un essor considérable en sculpture, remplaçant la faïence, notamment lors des Salons de 1896, 1897 et 1899 qui comptent d'innombrables œuvres réalisées dans cette matière. Les artistes sont enthousiastes, et notamment Falguière qui s'exclame devant son œuvre La Sortie de l'École : « C'est prodigieux, voyez, pas une fêlure, pas la plus petite déformation. C'est mon œuvre même, comme si elle sortait de mes mains, avec mes coups de pouce et les moindres coups d'ébauchoir ! Et comme c'est plus beau que le bronze, plus sincère, moins triste et d'une douceur… ». Les acteurs principaux de ce nouveau développement sont là encore les ateliers d'Émile Muller et d'Alexandre Bigot et les plus grands noms de la sculpture se prêtent à l'exercice : Falguière, Mercié, Coutan, Fagel, Marqueste, Boucher, Ringel, Injalbert, Roche, Bourdelle, Rodin…

##### Auguste Rodin
On sait peu de choses sur les liens entre Rodin et Bigot. Rodin était très intéressé par le grès et l'art japonais, ce qui l'a mené à exposer chez Bing et à travailler avec des céramistes comme Ernest Chapelet, Edmond Lachenal, Paul Jeaneney ou Jean Carriès. Jean Carriès était d'ailleurs un ami commun des deux artistes. Une seule lettre signée Bigot est conservée au musée Rodin et il s'agit simplement d'une lettre de félicitation de la part de Bigot,. Il semble néanmoins que Rodin ait bien connu la famille Bigot puisque huit cartes ont été échangées avec cette famille. Bien que Rodin n'ait pas laissé de trace d'un quelconque travail avec Bigot, il n'en est pas de même pour son élève Antoine Bourdelle.

##### Antoine Bourdelle
À l'orée du XXe siècle, Bourdelle s'intéresse aux nouvelles techniques liées à la céramique et créé des déclinaisons de ses œuvres en porcelaine et en grès. Pour ces dernières, Bourdelle fait appel à Alexandre Bigot et décline ses œuvres existantes avec sa série d'œuvres intitulées Le Baiser, Aphrodite ou encore Enfant endormi,.

##### Camille Alaphilippe
Camille Alaphilippe, passionné dès son séjour à la Villa Médicis en 1901 par les possibilités de la céramique, réalise La femme au singe en 1908. La Femme au singe est composée d’un assemblage audacieux d’éléments de bronze doré (la tête et les mains) et de plaquettes de grès émaillées, montées sur une structure de bois et de fer, tenues par un mortier de brique pilé, les joints étant réalisés en plâtre coloré. Il est vraisemblable que l'œuvre fut exécutée dans les ateliers de Bigot quoique la signature n'y figure pas, d'autant qu'Alaphilippe a déjà collaboré avec Bigot sur le l'hôtel Ceramic en 1903 et qu'il prend la tête de A. Bigot et Cie en 1914,.

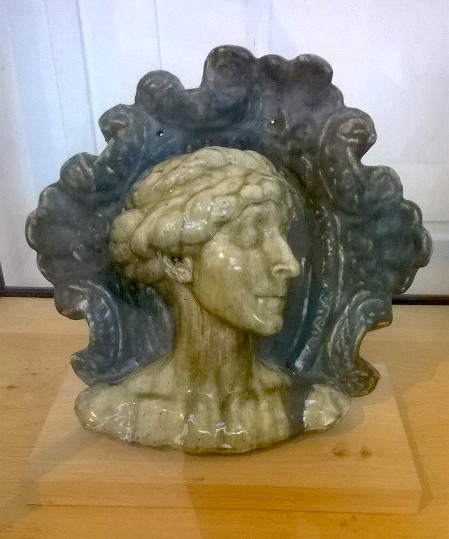
Antoine Bourdelle et Alexandre Bigot, Aphrodite, 1900, grès, Paris, musée Bourdelle.
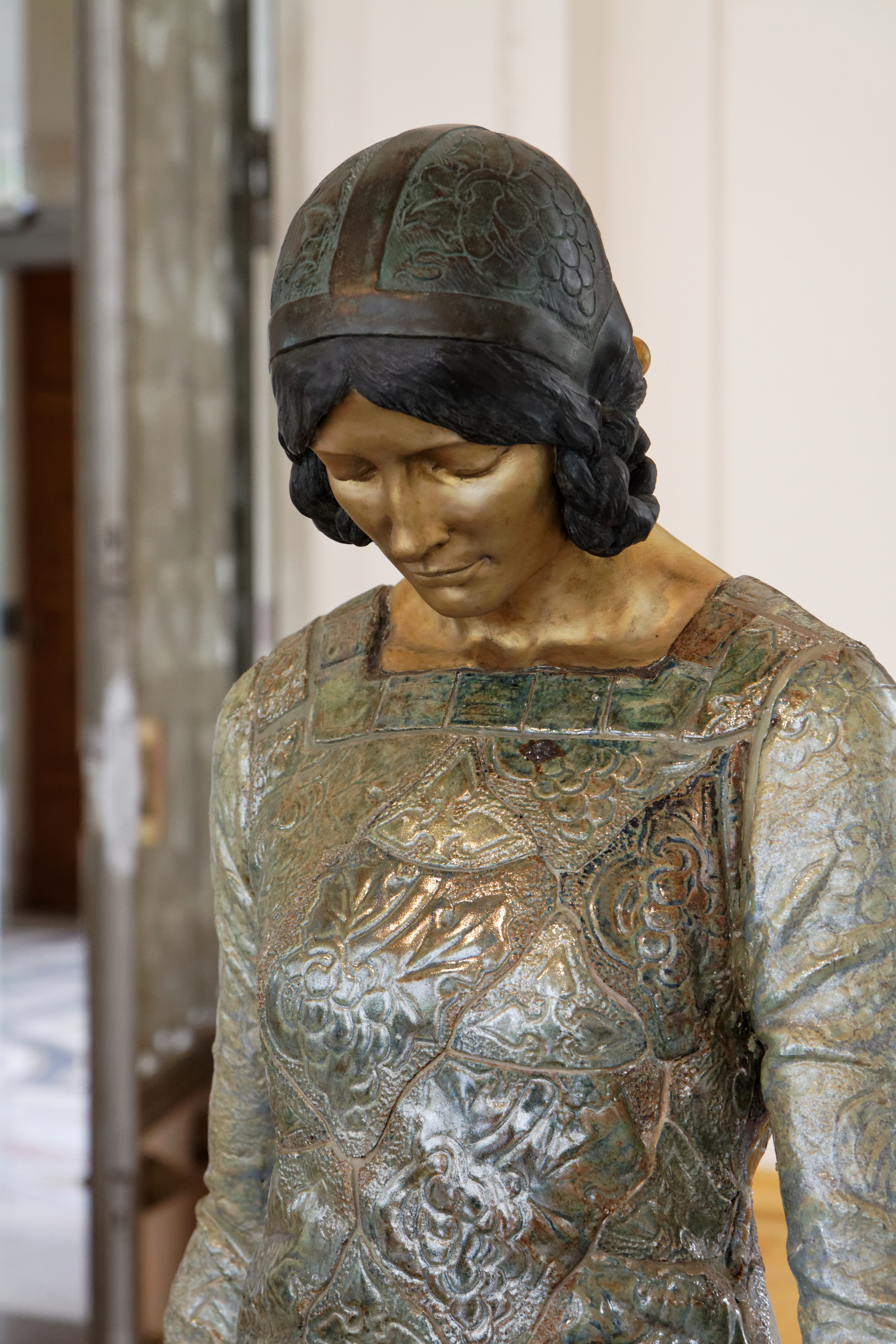
Camille Alaphilippe et Alexandre Bigot, La femme au singe (détail), 1908, grès émaillé et bronze doré, Paris, Petit Palais.
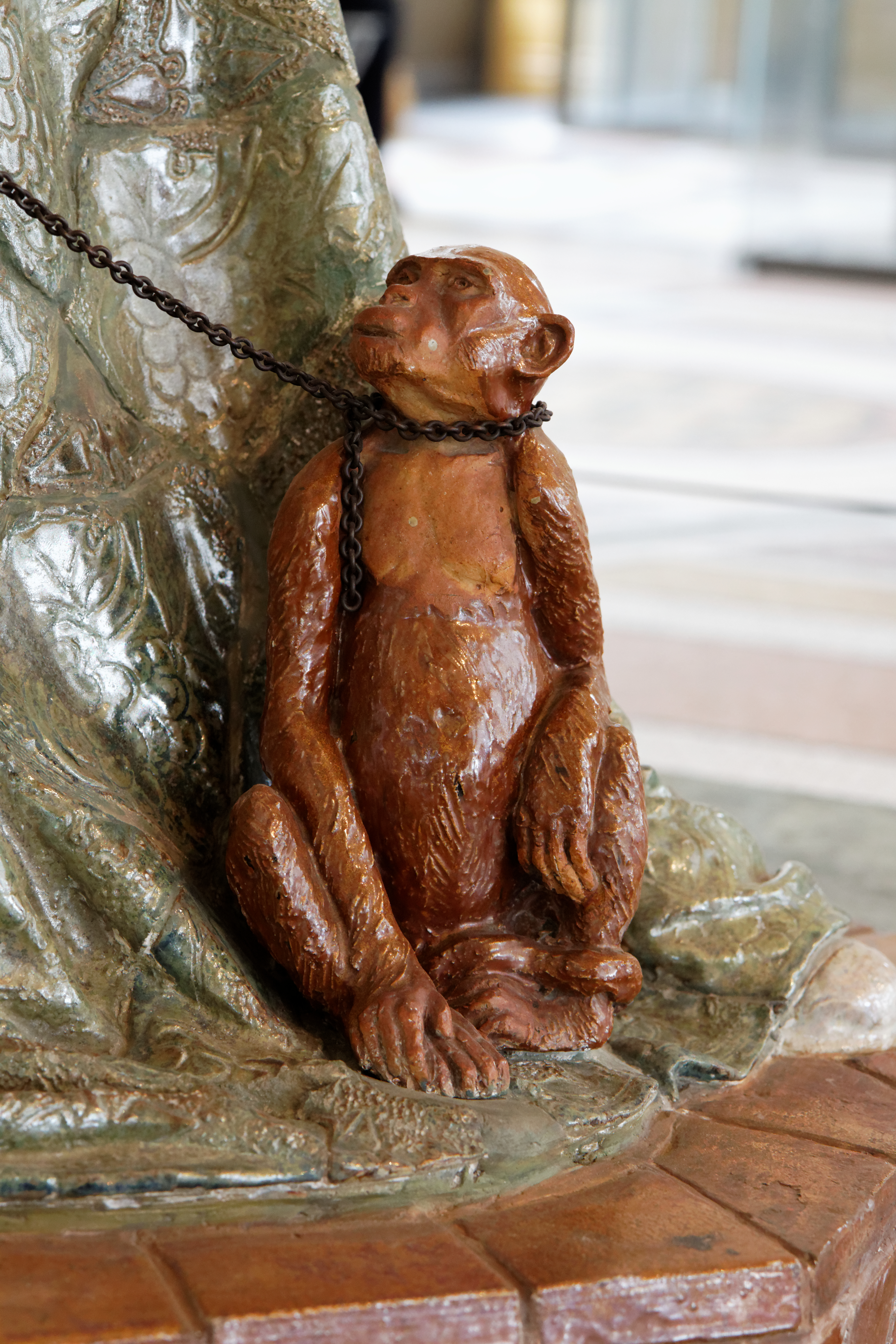
Camille Alaphilippe et Alexandre Bigot, La femme au singe (détail), 1908, grès émaillé et bronze doré, Paris, Petit Palais.

## Réalisations

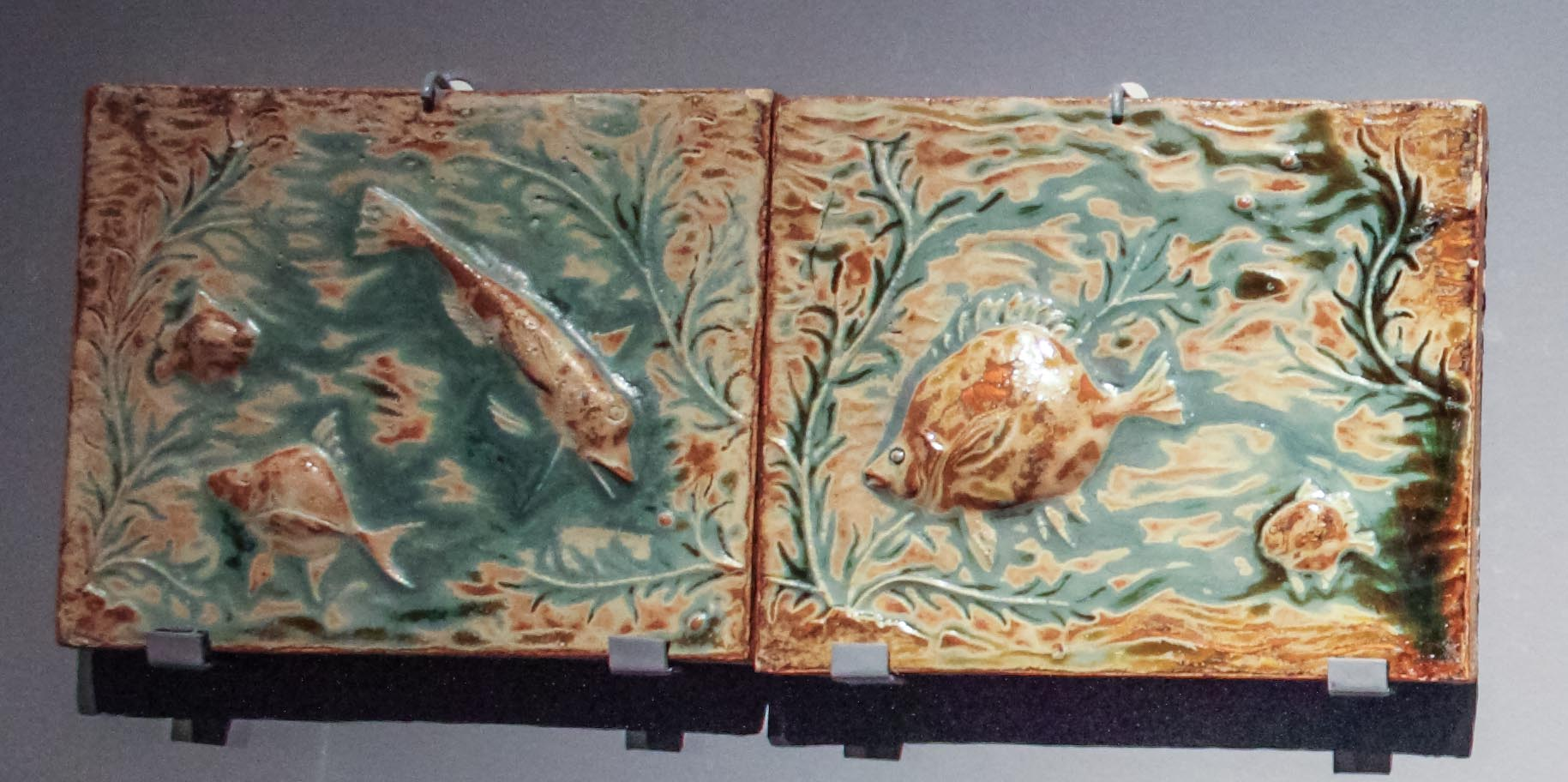
Carrelages style Art nouveau, d'après une création de Gabriel Émile Édouard Nicolet, musée hongrois des arts décoratifs (Budapest).

Il a collaboré avec de nombreux architectes :
- André Arfvidson, immeuble d'ateliers d'artistes au no 31 bis, rue Campagne-Première à Paris, et au no 25, passage d'Enfer, qui deviendra l'école-atelier de René Jaudon ;
- Édouard Arnaud, en 1892, un immeuble au no 1, rue Danton à Paris 6e, commandé par l'ingénieur entrepreneur François Hennebique, pour y installer sa résidence et aussi pour héberger son bureau d'études Bétons Armés Hennebique. C'est le premier immeuble parisien construit entièrement en béton armé avec le système Hennebique. Les fonds de la façade ont été décorés avec les céramiques ou mosaïques Art nouveau, d'Alexandre Bigot[23] ;
- Anatole de Baudot (église Saint-Jean-de-Montmartre no 9, rue des Abbesses, à Paris) ;
- Louis Bigaux (immeuble dit Vuitton Building nos 70-72, avenue des Champs-Élysées, à Paris) ;
- Louis Chauvet l'immeuble du 8 avenue de Verzy dans la villa des Ternes à Paris.
- Paul Guadet (légation de France au Monténégro (1908-1910) ;
- Hector Guimard (Castel Béranger, no 14, rue Jean-de-La-Fontaine, à Paris) ;
- Frantz Jourdain (le grand magasin La Samaritaine) ;
- Paul Lahire 21 et 21 bis, rue Pierre-Leroux ;
- Jules Lavirotte, avec qui il a collaboré régulièrement (immeuble Lavirotte au no 29, avenue Rapp à Paris, Céramic Hôtel, no 34, avenue de Wagram, à Paris, etc.) ;
- Jean-Alexandre Navarre, (hôtel particulier au no 53, rue Nollet à Paris ; villa Louis au no 4, rue Joseph Pasquet, à Lion-sur-Mer) ;
- Auguste Perret (immeuble du no 25 bis, rue Franklin, à Paris) ;
- Henri Sauvage (villa Majorelle à Nancy, Villa "Océana", Villa "Natacha")[24] ;
- Henry van de Velde ;
- François-Adolphe Bocage, un immeuble de bureaux au no 6, rue de Hanovre, à Paris, 2e arrondissement.

Il a aussi travaillé avec des sculpteurs :
- Camille Alaphilippe ;
- Antoine Bourdelle ;

et des céramistes comme Jean Carriès.
Ses grès émaillés ont été utilisés pour des objets d'art :
- encrier en grès dessiné par Gaillard avec une monture en étain à décor d'émaux tournoyants ;
- une assiette créée avec Pierre Roche (1897) ;
- un pichet en forme de coloquinte (grès émaillé beige et brun, monture piriforme en bronze dessinée par Keller).

On les retrouve en architecture :
- conduits extérieurs ornés d'un couronnement à crochets qui coiffent la villa Jika à Nancy, construite de 1898 à 1901 par Henri Sauvage, pour Louis Majorelle ;
- la cheminée centrale (1901) du salon de cette maison, dont le foyer rond a été vu comme une métaphore du sexe féminin ;
- la cheminée monumentale en grès émaillé vert (vers 1912) d'une salle de la villa Emak Bakia, à Bidart, à frise de tournesols et dont l'arc est surmonté d'une tête de Méduse, pour le prince Grégoire Gradisteanu.

Ces grès de qualité ont failli émailler les couloirs du métro de Paris[réf. nécessaire].
Certaines façades de Mer ont conservé des revêtements (piliers, bandeaux, encadrements de fenêtres, frises) en grès émaillés polychromes attribuables à la maison Bigot, et des éléments d'architecture ajourés ronds et carrés, émaillés ou pas, provenant de son usine désaffectée sont conservés par des particuliers dans la région.
L'importante exposition qui s'est tenue au musée de Mer, au cours de l'été en 2004, a permis au public de découvrir deux cheminées, des éléments mobiliers (baignoire, glace ornée) et de nombreux objets (vases, pichets, statuettes animalières, plaque ornée, encriers, têtes masculines), éléments architecturaux, carreaux de pavement, frises), divers échantillons, catalogues et documents de cette époque.
La façade d'un ancien magasin de vente à Amboise porte encore la mention « Grès de Bigot » en lettres en relief en céramique polychrome sur un fond mosaïqué entouré de longues feuilles vertes.